# Thilanottine
Thilanottine /dwellers at the foot of the head,/ jedno od plemena Chipewyan Indijanaca čije se poznato stanište nalazilo na rijeci Churchill, a kasnije na obalama jezera Lacrosse lake i između Cold Lake i Fort Locha, Kanada. 
Rimokatoličke misije među njima utemeljene su 1856. Tri godine kasnije (1859.) bilo ih je 211, od čega 110 muškaraca i 111 žena. Godine 1901. izbrojano ih je 253, i to 53 odrasla muškarca i 73 odrasle žene. Ostalih 127 su bila djeca i mlađe osobe. Ovi Thilanottine živjeli su na Onion Lake agency. Jedna druga skupina, njih 70 (13 muškaraca, 20 žena i 37 djece) živjela je od lova i ribolova na Heart Lake.
Thilanottine su dozvoljavali poligamiju ali je bila rijetka. Zimi su se služili krpljama i tobogganima. 